# 양양기
《양양기(襄陽記)》는 중국 동진의 저술가 습착치가 지은 양양군(襄陽郡, 지금의 샹양 시)의 지방지이다. 양양기구기(襄陽耆舊記), 양양기구전(襄陽耆舊傳)이라고도 한다. 전 5권.
조공무의 《군재독서지(郡齋讀書志)》에 의하면, 전편에는 인물, 중편에는 산천과 성읍, 후편에는 지방관에 대하여 기재하였다고 한다. 
송나라 때까지 서적의 존재가 확인되나 이내 산일되었고, 광서 32년(1906년) 오경도(吳慶燾)에 의해 집본(輯本)이 편집되었다.
《삼국지》 배송지주 및 《후한서》 이현주에 양양기의 내용 중 일부가 인용되어 있다.